# III Congreso del Partido Obrero Socialdemócrata de Rusia

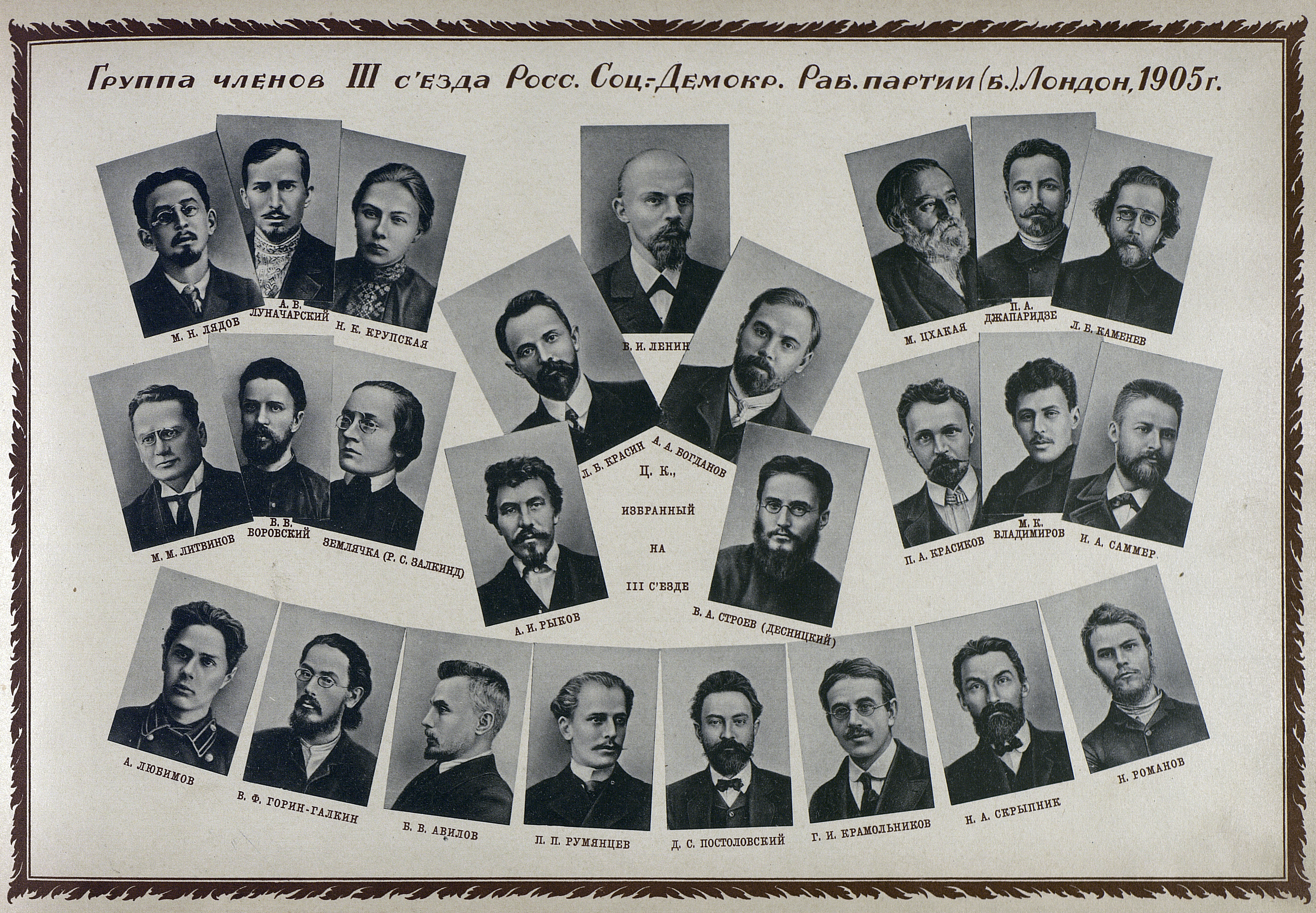
Participantes del III Congreso del POSDR.

El III Congreso del Partido Obrero Socialdemócrata de Rusia fue un congreso celebrado entre el 25 de abril y el 10 de mayo de 1905 en la capital británica de Londres. Los delegados fueron exclusivamente partidarios de Lenin debido al rechazo de sus adversarios a acudir a él, a pesar de la invitación de aquel.

## Antecedentes
Las diferencias en el seno del partido surgidas en el II congreso —especialmente agudas entre los dirigentes— se mantuvieron a lo largo de 1903, 1904 y 1905, a pesar de la situación revolucionaria en Rusia.
Los adversarios de Lenin rechazaron su propuesta de dirimir las diferencias en un nuevo congreso. Esto le permitió recabar un notable apoyo entre las bases del partido en Rusia. A pesar del rechazo menchevique, el congreso comenzó en la capital británica el 25 de abril de 1905. Se clausuró el 12 de mayo.

## El congreso en cuestión
La ausencia de delegados contrarios a Lenin le permitió retomar el control de los órganos centrales del partido. El congreso aprobó la clausura de los diarios Iskra y Vperiod y la creación de una nueva publicación oficial, Proletarii, de la que Lenin sería editor. El nuevo comité central surgido del congreso era además puramente leninista; incluía al propio Lenin y a un grupo de sus partidarios entre los que se contaban Aleksandr Bogdánov, Alekséi Rýkov, Leonid Krasin o Dmitri Postolovski.

## Consecuencias
El congreso no logró acabar con las rencillas internas del partido. Lenin tampoco consiguió que su victoria en él se tradujese en el reconocimiento del Buró Socialista Internacional de Proletarii como la única publicación oficial del partido en detrimento de Iskra.